# Paul Bernecker
Paul Bernecker (* 15. Oktober 1908 in Wien; † 9. Juni 2003) war ein österreichischer Wirtschaftspädagoge.

## Leben
Bernecker trat Juni 1933 illegal in die NSDAP ein, schied aber 1934 wieder aus. Nachdem seine Wiederaufnahme zuerst abgelehnt wurde, beantragte er am 8. Januar 1943 erfolgreich die Aufnahme in die Partei und wurde rückwirkend zum 1. Januar 1941 aufgenommen (Mitgliedsnummer 9.558.957). 
Von 1952 bis 1955 war Bernecker im damaligen Bundesministerium für Handel und Wiederaufbau in Wien Leiter der 1952 neu eingerichteten Stelle für den Wiederaufbau der österreichischen Fremdenverkehrswirtschaft. 1955 war er treibende Kraft für die Gründung des Vereins Österreichische Fremdenverkehrswerbung (ÖFVW, heute Österreich Werbung) und wurde von den Vereinsmitgliedern im gleichen Jahr zum Gründungsgeschäftsführer der ÖFVW bestellt. Dieses Amt hatte er bis 1965 inne, gefolgt von Harald Langer-Hansel, der wie Bernecker aus dem Handelsministerium kam.
Von 1951 an war Bernecker, bis 1965 neben seiner Tätigkeit im Handelsministerium bzw. bei der ÖFVW, an der 1975 in Wirtschaftsuniversität Wien umbenannten Hochschule für Welthandel Vortragender und leitete später bis 1981 das Institut für Tourismus- und Freizeitforschung dieser Universität; zeitweise war er auch Rektor der Universität. Paul Bernecker trieb die Entwicklung einer modernen Fremdenverkehrswissenschaft entscheidend voran. Er gilt zusammen mit seinen beiden Schweizer Kollegen Hunziker und Krapf als der Begründer der wissenschaftlichen Fremdenverkehrsforschung im deutschsprachigen Raum. (Vgl. Geschichte der Tourismusforschung.) 1975–1990 gehörte er dem WU-Kuratorium an. 1977 wurde er zum Ehrensenator der Universität Wien ernannt. Sein Nachfolger als Institutsvorstand war Josef Mazanec.

## Werke
- Der moderne Fremdenverkehr. Markt- und betriebswirtschaftliche Probleme in Einzeldarstellungen, Österreichischer Gewerbeverlag, Wien 1955
- Die Stellung des Fremdenverkehrs im Leistungssystem der Wirtschaft, Österreichischer Gewerbeverlag, Wien 1956
- Grundzüge der Fremdenverkehrslehre und Fremdenverkehrspolitik, Österreichischer Gewerbeverlag, Wien 1962
- Grundlagenlehre des Fremdenverkehrs, Österreichischer Gewerbeverlag, Wien 1962
- Die Funktion des Kur- und Verkehrsdirektors im Aufbau des Fremdenverkehrs, Jaeger-Verlag, 1963
- Untersuchung des Fremdenverkehrs in Erholungsdörfern und Ruheorten, in: Schriftenreihe der Österreichischen Gesellschaft für Raumforschung und Raumplanung (ÖGRR), Springer-Verlag, Wien 1967
- mit Claude Kaspar und Josef Mazanec: Zur Entwicklung der Fremdenverkehrsforschung und -lehre der letzten Jahre. Aus Anlass des 50-jährigen Bestehens des Instituts für Fremdenverkehr der Wirtschaftsuniversität Wien, ÖGAF-Schriftenreihe, Band 3, Fachverlag der Wirtschaftsuniversität, Wien 1984